# The Quicksteps
The Quicksteps sind eine Ska-Band aus Aachen, die 1999 gegründet wurde.

## Geschichte
Die Band wurde von den Mitgliedern dreier Aachener Ska-Bands gegründet, die sich 1999 zusammenschlossen. Dazu kamen der Schlagzeuger Holger, der Saxophonist Bernd, der Gitarrist Olaf und der Sänger Kai, die alle vorher andere Musikstile gespielt hatten, wie Jazz, Funk, Reggae, Punk oder Hardcore.
Ihr Debütalbum Move! mit 19 Liedern wurde im Jahr 2002 veröffentlicht. 2004 folgte das zweite Album mit dem Titel Trapped. Neben den Auftritten in Deutschland tourte die zehnköpfige Band auch durch Belgien, die Niederlande, Österreich, Tschechien und Frankreich.
Nach mehreren Besetzungswechseln in den Jahren zwischen 2006 und 2009 wurde im Laufe des Jahres 2010 das nunmehr dritte Studioalbum Gonna Run aufgenommen und im Januar 2011 veröffentlicht. Parallel wurden die zwei ersten, inzwischen vergriffenen Alben als Kompilation in Download-Shops veröffentlicht.
Zuletzt folgten wieder zunehmend Konzerte in Aachen und der Region, etwa auf dem Südstraße-Festival, dem September Special oder mit The Blue Beat in Jülich.

## Diskografie
Alben
- 2002: Move! (Nasty Vinyl/SPV)
- 2004: Trapped (Nasty Vinyl/SPV)
- 2011: Gonna Run (Ska-Town)
- 2022: Walk On (Umburecords)

Samplerbeiträge
- 2002: Wahrschauer #44
- 2004: Best Hit Ska (AVEX Inc.)
- 2006: Rat-Sharp Ska (Ska-Talk)

## Wissenswertes
Sänger Tobias Campmann ist der Bruder von Kasalla-Frontmann Bastian.